# Bioenergetyka
Bioenergetyka – nauka biologiczna z pogranicza biochemii i biofizyki, obejmująca badania przemian energii zachodzących w żywych organizmach i ekosystemach.
Z punktu widzenia bioenergetyki, żywy organizm jest otwartym, nieodwracalnym układem termodynamicznym, który zachowuje swoją formę i reprodukuje się dzięki pobieraniu energii ze środowiska. Najważniejszym źródłem energii dla biosfery jest promieniowanie pochodzące ze Słońca, którego energia wiązana jest przez producentów podczas fotosyntezy, a następnie może zostać wykorzystana przez inne organizmy, umożliwiając im wykonywanie różnorodnych form pracy biologicznej, takich jak biosynteza materiałów budulcowych ich komórek, transport substancji w kierunku przeciwnym niż gradient stężeń, ruch, wreszcie reprodukcja. Użyteczna biologiczne energia zgromadzona jest w postaci węglowodanów, tłuszczów i białek, uwalnia się na drodze utleniania biologicznego w procesie oddychania komórkowego.
Podczas przemian energetycznych zachodzących w organizmach żywych, zgodnie z zasadami termodynamiki, następują straty energii w postaci ciepła. W ostatecznym rozrachunku energia związana dzięki procesowi fotosyntezy przez producentów rozprasza się na kolejnych, wyższych poziomach troficznych.

## Bioenergetyka komórki
Szczególnym działem bioenergetyki jest bioenergetyka komórki, której głównym zainteresowaniem jest wytwarzanie, gromadzenie i użytkowanie energii przez komórki. Komórki roślin uzyskują energię w postaci fotonów, pochodzących głównie od Słońca, podczas fazy jasnej fotosyntezy. Energia ta jest magazynowana w postaci ATP i innych związków zawierających wysokoenergetyczne wiązanie trifosforanowe. Jest ona niezbędna do włączania dwutlenku węgla w cykl Calvina (synteza glukozy), a także do różnorodnych reakcji chemicznych.
Komórki eukariotyczne (zwierzęta, grzyby) oraz komórki prokariotyczne, uzyskują energię z pożywienia, w procesie rozkładu składników odżywczych w nim zawartych. Energia jest uwalniania w reakcjach z udziałem ATP lub innych nukleozydotrifosforanów i wykorzystywana w takich procesach anabolicznych, jak synteza glukozy, glikogenu, kwasów tłuszczowych, fosfolipidów, cholesterolu, nukleotydów, mocznika i in. Ponadto energii wymagają reakcje detoksykacji, przekazywanie informacji genetycznej podczas replikacji i naprawy DNA oraz syntezy RNA, biosyntezy białek, skurcze mięśni, aktywny transport przez błony komórkowe i wiele innych.

## Zastosowanie
Bioenergetyka ma zastosowanie przy badaniach ilościowych, np. adaptacji fizjologicznej zwierząt, interakcji osobnik-populacja, przy badaniu ogólnej dynamiki ekosystemów.